# UAE Team ADQ/Saison 2023
Dieser Artikel beschreibt die Mannschaft und die Siege des UCI Women’s WorldTeams UAE Team ADQ in der Saison 2023.

## Mannschaft
| Teamkader 2023                       | Teamkader 2023     | Teamkader 2023               | Teamkader 2023                        |
| Name                                 | Geburtsdatum       | Land                         | Vorheriges Team                       |
| ------------------------------------ | ------------------ | ---------------------------- | ------------------------------------- |
| Safiya Al Sayegh                     | 23. September 2001 | Vereinigte Arabische Emirate |                                       |
| Alena Amjaljussik                    | 6. Februar 1989    | Belarus                      | Canyon-SRAM Racing (2022)             |
| Olivia Baril                         | 10. Oktober 1997   | Kanada                       | Valcar-Travel & Service (2022)        |
| Marta Bastianelli (1. Jan.–10. Jul.) | 30. April 1987     | Italien                      | Virtu Cycling Women (2019)            |
| Sofia Bertizzolo                     | 21. August 1997    | Italien                      | Liv Racing (2021)                     |
| Eugenia Bujak                        | 25. Juni 1989      | Slowenien                    | BTC City Ljubljana (2019)             |
| Chiara Consonni                      | 24. Juni 1999      | Italien                      | Valcar-Travel & Service (2022)        |
| Eleonora Gasparrini                  | 25. März 2002      | Italien                      | Valcar-Travel & Service (2022)        |
| Mikayla Harvey                       | 7. September 1998  | Neuseeland                   | Canyon-SRAM Racing (2022)             |
| Elizabeth Holden                     | 12. September 1997 | Vereinigtes Königreich       | Le Col-Wahoo (2022)                   |
| Alena Ivanchenko                     | 16. November 2003  | Russland                     |                                       |
| Karolina Kumięga                     | 16. April 1999     | Polen                        | Valcar-Travel & Service (2022)        |
| Erica Magnaldi                       | 24. August 1992    | Italien                      | Ceratizit-WNT Pro Cycling (2021)      |
| Silvia Persico                       | 25. Juli 1997      | Italien                      | Valcar-Travel & Service (2022)        |
| Laura Tomasi                         | 1. Juli 1999       | Italien                      | Top Girls Fassa Bortolo (2020)        |
| Anna Trevisi                         | 8. Mai 1992        | Italien                      | Inpa Sottoli Bianchi Giusfredi (2015) |
|                                      |                    |                              |                                       |
| Quelle: ProCyclingStats              |                    |                              |                                       |

## Siege
| Siege    | Siege                                                              | Siege                        | Siege  | Siege               | Siege |
| Datum    | Rennen                                                             | Staat                        | Klasse | Siegerin            |       |
| -------- | ------------------------------------------------------------------ | ---------------------------- | ------ | ------------------- | ----- |
| 26. Feb. | UAE-Meisterschaften, Einzelzeitfahren der U23-Frauen               | Vereinigte Arabische Emirate | CN     | Safiya Al Sayegh    |       |
| 28. Feb. | Le Samyn des Dames                                                 | Belgien                      | 1.1    | Marta Bastianelli   |       |
| 5. Mär.  | UAE-Meisterschaften, Straßenrennen der Frauen                      | Vereinigte Arabische Emirate | CN     | Safiya Al Sayegh    |       |
| 12. Apr. | Brabantse Pijl Women                                               | Belgien                      | 1.Pro  | Silvia Persico      |       |
| 29. Apr. | Festival luxembourgeois du Cyclisme Féminin Elsy Jacobs, 1. Etappe | Luxemburg                    | 2.Pro  | Marta Bastianelli   |       |
| 7. Mai   | Trofee Maarten Wynants                                             | Belgien                      | 1.1    | Chiara Consonni     |       |
| 19. Jun. | Tour de Suisse Women, 3. Etappe                                    | Schweiz                      | 2.WWT  | Eleonora Gasparrini |       |
| 21. Jun. | Britische Meisterschaften, Einzelzeitfahren der Frauen             | Vereinigtes Königreich       | CN     | Elizabeth Holden    |       |
| 9. Jul.  | Giro d'Italia Women, 9. Etappe                                     | Italien                      | 2.WWT  | Chiara Consonni     |       |
| 11. Sep. | Tour Cycliste Féminin International de l’Ardèche, 7. Etappe        | Frankreich                   | 2.1    | Olivia Baril        |       |
| 15. Sep. | Tour de Romandie féminin, 1. Etappe                                | Schweiz                      | 2.WWT  | Sofia Bertizzolo    |       |
| 14. Okt. | Tour of Chongming Island, Gesamtwertung                            | China                        | 2.WWT  | Chiara Consonni     |       |
| 14. Okt. | Tour of Chongming Island, 3. Etappe                                | China                        | 2.WWT  | Chiara Consonni     |       |

## UCI-Weltranglisten-Platzierungen
| UCI-Ranking | UCI-Ranking         | UCI-Ranking                  | UCI-Ranking |
| Fahrerin    | Fahrerin            | Land                         | Punkte      |
| ----------- | ------------------- | ---------------------------- | ----------- |
| 10.         | Silvia Persico      | Italien                      | 2117.8 P.   |
| 14.         | Chiara Consonni     | Italien                      | 1828 P.     |
| 31.         | Marta Bastianelli   | Italien                      | 1099.67 P.  |
| 34.         | Erica Magnaldi      | Italien                      | 1017.1 P.   |
| 36.         | Olivia Baril        | Kanada                       | 1002.1 P.   |
| 44.         | Sofia Bertizzolo    | Italien                      | 815 P.      |
| 49.         | Eleonora Gasparrini | Italien                      | 751 P.      |
| 111.        | Eugenia Bujak       | Slowenien                    | 328.8 P.    |
| 168.        | Alena Ivanchenko    | Russland                     | 226.8 P.    |
| 187.        | Safiya Al Sayegh    | Vereinigte Arabische Emirate | 201 P.      |
| 200.        | Mikayla Harvey      | Neuseeland                   | 188.1 P.    |
| 235.        | Elizabeth Holden    | Vereinigtes Königreich       | 151.7 P.    |
| 294.        | Alena Amjaljussik   | Belarus                      | 117 P.      |
| 307.        | Laura Tomasi        | Italien                      | 112 P.      |
| 322.        | Karolina Kumięga    | Polen                        | 106.5 P.    |
| 504.        | Anna Trevisi        | Italien                      | 51 P.       |